# 최세창
최세창(崔世昌, 1934년 4월 17일 ~ )은 대한민국의 군인, 정치인이다. 본관은 경주(慶州), 아호(雅號)는 유광(維光)이다.

## 생애
1953년 서울 경동고등학교를 졸업했으며 1957년에 대한민국 육군사관학교를 학사 학위 취득했다. 이후 1977년 육군 특전사령부 제3공수특전여단장으로 보임되었고 1979년에 일어난 12·12 군사 반란 당시 하나회의 핵심 인물 가운데 한 사람으로 제3공수특전여단을 지휘했다.
1980년 5월 20일 5·18 광주 민주화 운동을 진압하기 위해 파견된 제3공수특전여단에 실탄 배부와 실탄 사용을 지시했으며 나중에 사단장, 육군 제1군단장, 육군참모차장, 육군 제3야전군사령관, 합동참모의장, 대한광업진흥공사 사장, 대한민국 국방부 장관 등을 역임했다. 1997년 4월 17일 대법원에서 열린 12·12 군사 반란 및 5·18 광주 민주화 운동 관련 재판에서 반란 모의 참여 주요 임무 종사·상관 살해 미수 등의 혐의로 징역 5년형을 선고받았으나, 1998년 8월 15일 사면됐다.

## 평가
박희도와 마찬가지로 진급심사에 특화된 정치군인이다. 애초에 5·18 광주 민주화 운동 당시 무고한 광주 시민들을 학살한 일을 지휘 감독한 인물들 중 하나였으며 그 때문에 군인으로서는 실격인 인물이지만 하나회와 전두환의 비호 하에 되려 노태우 정권에 이르러서는 국방부 장관에 올랐다. 하지만 이를 알고 있던 김영삼이 대통령이 되자마자 최세창을 국방부 장관에서 경질했다. 

## 학력
- 경동고등학교 졸업
- 대한민국 육군사관학교 13기 문학사
- 미국 육군 보병학교 초등군사반 졸업
- 미국 육군특수전학교 초등군사반 졸업
- 미국 육군 레인저 스쿨 초급군사반 졸업
- 대한민국 육군보병학교 고등군사반 졸업
- 대한민국 국방대학교 행정학사
- 한양대학교 행정대학원 행정학 석사

## 최세창을 연기한 배우들
- 김영일 - (제4공화국, 1995년) MBC 드라마
- 박남현 - (코리아게이트, 1995년) SBS 드라마
- 이기영 - (제5공화국, 2005년) MBC 드라마
- 김성오 - (서울의 봄, 2023년) 영화[2]

## 같이 보기
- 최규하
- 노태우
- 정호용
- 12·12 군사 반란